# Kasper Andersen
Kasper Andersen (Bagsværd, 1º luglio 2002) è un ciclista su strada e pistard danese che corre per il team Swatt Club. Già campione europeo Junior in linea nel 2020, è attivo in formazioni Elite UCI dal 2021.

## Palmarès

### Strada
- 2020 (Juniores)

Campionati europei, Prova in linea Junior
- 2025 (Swatt Club, una vittoria)

Giro della Provincia di Biella - Torino-Biella

### Pista
- 2020 (Juniores)

Campionati europei, Americana Junior (con Tobias Lund Andresen)

## Piazzamenti

### Competizioni mondiali
- Campionati del mondo su strada

Glasgow 2023 - In linea Under-23: 24º
Zurigo 2024 - In linea Under-23: 64º

### Competizioni europee
- Campionati europei su strada

Plouay 2020 - In linea Junior: vincitore
Trento 2021 - In linea Under-23: 17º
Anadia 2022 - In linea Under-23: 56º
Drenthe 2023 - In linea Under-23: 17º
- Campionati europei su pista

Fiorenzuola d'Arda 2020 - Inseguimento a squadre Junior: 4º
Fiorenzuola d'Arda 2020 - Scratch Junior: 8º
Fiorenzuola d'Arda 2020 - Americana Junior: vincitore